# Mariano Vergara y Pérez de Aranda
Mariano Vergara y Pérez de Aranda, I marqués de Aledo (Murcia, 30 de junio de 1833-1912), fue un jurista, periodista, escritor y político español.

## Biografía
Nacido en Murcia en 1833 y doctor en Derecho y licenciado en Filosofía y Letras, fue individuo de los colegios de abogados de Madrid y Murcia, académico profesor de la Real Academia Matritense de Jurisprudencia y Legislación, correspondiente de las reales academias de la Historia y de Bellas Artes de San Fernando, profesor de las facultades de Derecho y de Filosofía y Letras de la Universidad Central de Madrid, inspector de antigüedades de las provincias de Murcia y Albacete, secretario primero durante varios años de la sección del Ateneo de Madrid dedicada a la literatura, socio de mérito de las sociedades económicas de Gerona, Albacete y Alicante y socio corresponsal de las de Murcia, Cartagena, Valencia y Teruel, a las que representó en el Senado. Fue, asimismo, gobernador de varias provincias, jefe de sección en el Ministerio de la Gobernación, diputado a Cortes y senador.
Fundó dos comedores de caridad en la provincia de Murcia que se sostenían a su costa y llegaron a dar de comer a más de doscientos pobres cada día. En Madrid, nacieron por iniciativa suya el primer asilo para niños en lactancia y la sociedad caritativa conocida como La Cuna de Jesús, alrededor de la cual se tejió una red de seis asilos que daba albergue a trescientos niños. Propietario agrícola, fue, según Ossorio y Bernard, introductor de muchas mejoras agrícolas en España.
Fue autor de varias obras, entre las que se incluyen Biarritz y sus alrededores: guía del viajero español en Bayona, Biarritz, Cambo y San Juan de Luz (1864), Memoria acerca del ferrocarril de Murcia a Granada (1878), Bibliografía de la rosa (1892) y Algunas poesías campestres castellanas (1899); alguno de sus escritos le mereció ser condecorado con la Orden de las Palmas Académicas francesa. Fue, asimismo, caballero Gran Cruz de la Real Orden Americana de Isabel la Católica. Como periodista, escribió en La España Mercantil, El Mundo Pintoresco, El Museo Universal, La Gaceta Económica, La Razón, La Revista Murciana, El Averiguador, La Verdad, El Cronista, La Paz, Las Provincias de Levante, El Correo de Levante, El Diario de Murcia y otras publicaciones. Habiendo creado Alfonso XIII el marquesado de Aledo en su honor, fue su titular desde la concesión en 1897 hasta su fallecimiento en 1912.